# Hello, I Love You
"Hello, I Love You" er en komposition af det amerikanske band The Doors, som udkom på single i 1968, og som opnåede en placering som nummer 1 på de europæiske hitlister samme år. Singlens b-side rummer kompositionen "Love Street".

## Baggrund
Selve teksten blev allerede skrevet tilbage i 1965 af gruppens senere forsanger, Jim Morrison, som efter sigende fik ideen til teksten på stranden i Venice, Californien, efter at have set en ung afrokvinde passere ham på stranden. 
Da bandet The Doors senere blev samlet – mere eller mindre – var "Hello, I Love You" en af kompositionerne blandt deres demo-optagelser, som bandet indspillede senere samme år.

## Eksterne links
Http://www.thedoors.com